# María del Pilar Roldán
María del Pilar Roldán Tapia (Ciudad de México, 18 de noviembre de 1939) es una deportista mexicana que compitió en esgrima, especialista en la modalidad de florete.
Participó en tres Juegos Olímpicos de Verano, obteniendo una medalla de plata en México 1968 en la prueba individual,convirtiéndose así en la primera mujer en lograr una presea olímpica para su país.  En los Juegos Panamericanos consiguió dos medallas de oro en los años 1959 y 1967.
Su padre fue Ángel Roldán, quien fue tenista que representó a México en la Copa Davis de 1934, además de haber participado en los Juegos Olímpicos de Roma 1960 en la disciplina de esgrima. Su madre fue María Tapia, quien también fue tenista que logró varios títulos a nivel internacional.

## Palmarés internacional
| Juegos Olímpicos     | Juegos Olímpicos          | Juegos Olímpicos | Juegos Olímpicos   |
| Año                  | Lugar                     | Medalla          | Prueba             |
| -------------------- | ------------------------- | ---------------- | ------------------ |
| 1968                 | Ciudad de México (México) | Medalla de plata | Florete individual |
| Juegos Panamericanos |                           |                  |                    |
| Año                  | Lugar                     | Medalla          | Categoría          |
| 1959                 | Chicago (Estados Unidos)  | Medalla de oro   | Florete individual |
| 1967                 | Winnipeg (Canadá)         | Medalla de oro   | Florete individual |